# Flex FM
FLEX FM ist einer der ältesten Piratensender im Vereinigten Königreich. Seit 1992 sendet Flex FM in London auf unterschiedlichen UKW-Frequenzen mit unterschiedlichen Sendern.
Das Programm besteht aus House-, Garage-, Jungle- und Techno-Musiksendungen. Das Flex-FM-Studio befindet sich an einem unbekannten Ort in South-West London. Die Sender befinden sich auf Wohnblöcken. Seit Mai 2017 verfügt der Sender über eine offizielle Lizenz der Regulierungsbehörde Ofcom. Auf internationalen Radiofestivals gewann Flex FM verschiedene Preise für sein Programm.
Flex FM sendet traditionell auf 99,7 MHz mit unterschiedlichen Sendern und unterschiedlichen Leistungen. Wie andere Londoner Piratensender nutzt Flex FM einen Studio-to-transmitter-Link (STL), um sein Sendestudio geheim zu halten und nutzt dazu einen Internetstream. Das Internetsignal wird mittels eines Infarotlinks an den Sender übertragen.